# Незавершённые проекты подводных лодок Германии периода ВМВ
В Нацистской Германии перед Второй мировой войной и в её ходе кроме общеизвестных подводных лодок типа I (прототип советского типа «С»), типа II (малая), типа VII (средняя), типа IX (большая) и некоторых других, был разработан целый ряд проектов, оставшихся невостребованными или нереализованными по различным причинам.

## Тип III
Проект разработан на базе типа I, имел усиленное вооружение и увеличенный боезапас. Заказов на строительство не поступало.

## Тип III (1934)
Тоже похожий на тип I, но с увеличенным лёгким корпусом, внутри которого транспортировались до 48 мин и две 10-тонных минисубмарины. Проект вышел дорогим и узкоспециализированным.

## Тип IV
Первый проект лодок снабжения и обеспечения. Реализован не был.

## Тип V
Проект скоростной подводной лодки работы Вальтера. Заказов не поступало.

## Тип VI
Переработанный тип IA с паровым двигателем системы Шмидта-Хартманна.

## Тип XA
Океанские подводные минные заградители. В небольшую серию пошёл модифицированный тип XB.

## Тип XI
Подводные крейсеры с 4 орудиями калибра 127 мм, ангаром для одного разведывательного самолёта-корректировщика и теоретической дальностью плавания в надводном положении до 13600 миль (или 25200 км) при скорости 12 узлов предполагалось использовать для артиллерийского обстрела грузовых судов из надводного и торпедирования военных кораблей из подводного положения.
Существуют неподтверждаемые фактами слухи о том, что лодки типа XI использовались для спецзаданий, однако ни одна из четырёх запланированных подводных лодок этого типа (U112 — U115) так и не была построена.
Тактико-технические характеристики:
- Водоизмещение: надводное — 2740 т, подводное — 3630 т
- Размеры: 115 м х 9,5 м х 6 м
- Силовая установка: двухвальная, дизель-электрическая, мощностью 2200/2200 л. с.
- Дальность плавания надводным ходом: 13600 миль (25200 км) на 12 узлах
- Скорость: при надводном ходе — 23 узла, при подводном ходе — 7 узлов
- Вооружение:
  - восемь 533-мм торпедных аппаратов
  - четыре 127-мм орудия, два 30-мм орудия и 20-мм автоматическая зенитная пушка
- Экипаж: 57 чел.

## Тип XII
Океанские лодки, 8 торпедных аппаратов, 20 торпед. Артиллерия аналогична типу IX. Заказов на строительство не поступало.

## Тип XIII
Развитие малых лодок типа II. 4 носовых торпедных аппарата, 20-мм автоматическое орудие. Заказов не поступало

## Тип XV
Большие лодки снабжения водоизмещением около 5000 тонн, способные перевозить топливо, смазочные материалы, запчасти, продукты, боеприпасы.

## Тип XVI
Аналогичен типу XV но водоизмещение около 3000 тонн.

## Тип XVIII
Разработанный, но не строившийся проект. Большая океанская лодка с двигателями Вальтера . В нижней части прочного корпуса, выполненного в виде вертикальной «восьмёрки» был расположен большой запас перекиси водорода. Изначально были заложены две подводные лодки U-796 и U-797, однако проект был заморожен в 1943 году в силу дефицита топлива. Путём замены топливных баков на ёмкие батареи, а турбины Вальтера на электромоторы был разработан новый проект: Тип XXI, знаменитые «Электролодки».
- Размеры лодки 71,5 м / 8 м / 6,36 м.
- Водоизмещение надводное 1 485 т., Водоизмещение подводное 1 652 т.
- Скорость (надводная) 24 узла, Скорость (подводная) 15,5 узла.
- Вооружение 23 торпеды, 3 спаренные зенитные установки.
- Экипаж 52 человека.

## Тип XIX
Спроектированы на базе минных заградителей проекта XB. Транспортные лодки без торпедного вооружения, созданные не для снабжения других лодок, а для перевозки стратегически важных видов сырья.

## Тип XX
Транспортные лодки, развитие проекта XIX на базе проекта XB.
- Были способны брать до 800 тонн груза.
- Экипаж 58 человек, в том числе 6 офицеров.

Было заказано 30 лодок. 15 на Дойче Верфт в Гамбурге (U-1601 — U-1615), 15 на Вегесакер Верфт в Бремене (U-1701 — U-1715). 15 августа 1944 года было прекращено строительство всех лодок проекта кроме трёх (U-1701 — U-1703), но ни одна из них не была закончена.

## Тип XXII
Лодки для берегового патрулирования и службы в Средиземном море. Турбина Вальтера, 2 носовых торпедных аппарата и один кормовой, экипаж из 12 человек, в том числе 2 офицера. Компании «Ховальдсверке» было заказано 72 субмарины, по 36 в Гамбурге и в Киле. Были заложены и получили номера только две: U-1153 и U-1154. Постройка была отменена осенью 1943 года.

## Тип XXIV
Проект океанских подлодок с турбиной Вальтера, созданный в 1943 году. Предполагалась установка 14 торпедных аппаратов без запасных торпед, 6 носовых ТА и по 4 побортно, направленных в корму. Зенитное вооружение идентично проекту XXI. Заказов не было.

## Тип XXV
Малые лодки для прибрежного патрулирования, сходные с типом XXIII. Полное электродвижение, 2 носовых торпедных аппарата без запасных торпед, 58 человек экипажа.

## Тип XXVI
Большие лодки с ПГТУ Вальтера. Задуманы как океанские, с экипажем 33 человека (включая 3 офицеров). Должны были иметь 10 торпедных аппаратов: 4 носовых и 6 в специальной выгородке (нем. Schnee organ) для стрельбы в корму.
Было выдано 100 заказов, из них 96 аннулировано. К концу войны секции четырех лодок (с U-4501 по U-4600) находились в сборке.